# Fall Out Boy
I Fall Out Boy sono un gruppo musicale pop punk/emo-pop statunitense. Il gruppo si è formato nei sobborghi di Chicago, Illinois, nel 2001. La formazione è composta da: Patrick Stump (voce principale, chitarra ritmica), Peter Wentz (basso, voce e autore dei testi), Andrew Hurley (batteria) e Joe Trohman (chitarra solista e cori).

## Storia del gruppo

### I primi anni
I Fall Out Boy si sono formati per mezzo di Joseph Mark Trohman, Peter Lewis Kingston Wentz III e Robert Funky. Dopo aver suonato in varie hardcore punk band nella zona di Chicago, vollero riprodurre brani di band con cui erano cresciuti, come i Green Day ed i Descendents. Così un giorno Trohman incontrò uno studente di scuola superiore, Patrick Stump, in una libreria. Trohman si avvicinò di più a Stump quando parlò dei Neurosis, di cui condividevano un interesse reciproco. Stump fece audizione come batterista, ma non appena il suo spessore vocale venne scoperto, divenne il cantante. La band era senza nome per i primi due spettacoli. Alla fine del loro secondo show, chiesero al pubblico di dare loro un nome. Un membro del pubblico suggerì Fallout Boy, un riferimento all'aiutante di Uomo Radioattivo de I Simpson.
Altri due musicisti di Chicago, TJ "Raccine" Kunasch e Mike Pareskuwicz, furono assunti per svolgere rispettivamente il ruolo di batterista e chitarrista. L'anno seguente, la band debuttò con un auto-demo pubblicato e ne seguì il 28 maggio 2002 lo split EP, insieme ai Project Rocket, sotto la Uprising Records. Il gruppo pubblicò un mini-LP, Fall Out Boy's Evening Out with Your Girlfriend, sempre con la Uprising Records, nel 2002.

### Successo indipendente (2003-2004)
Dopo l'uscita del loro mini-album, Andrew John Hurley, ex-membro dei Racetraitor, si unì al gruppo e Stump raccolse la chitarra, mentre Raccine e Pareskuwicz lasciarono la band. In questo periodo di tempo, essi svolgevano numerosi spettacoli presso il locale Knights of Columbus nell'Illinois. Lo stesso anno, dopo la firma con la Fueled by Ramen, pubblicarono il loro primo album, Take This to Your Grave, il 6 maggio 2003. La band ricevette un anticipo dalla Island Records per registrare il proprio esordio, ma l'anticipo venne con un diritto di prelazione per l'album successivo. Con grande finanziamento in atto, la band registrò questo album al Butch Vig con la Smart Studios a Madison, con Sean O'Keefe come produttore.
Con i singoli Grand Theft Autumn / Where Is Your Boy e Saturday l'album vendette molto bene da essere classificato disco d'oro, ma solo dopo il successo dell'album successivo della band, From Under the Cork Tree, i Fall Out Boy divennero conosciuti al pubblico.
A metà del 2003, la band firmò un contratto con la Island Records. Questo è stato fatto dopo l'opzione per il suo prossimo album. Nel frattempo la registrazione del loro principale debutto, la band ha pubblicato l'EP acustico My Heart Will Always Be the B-Side to My Tongue sotto la Fueled by Ramen il 18 maggio 2004. Consiste in due serie di dischi che includono più performance acustiche e una galleria di foto.

### Successo con la major (2005-2006)

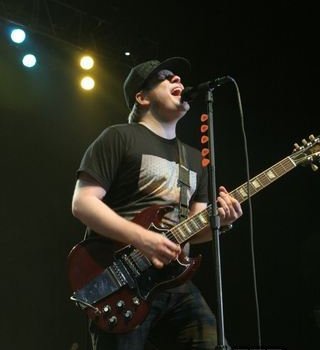
Patrick Stump in concerto nel 2006

Con Pete Wentz come principale scrittore dei testi e Patrick Stump come compositore, i Fall Out Boy raggiunsero il massimo successo con questa etichetta pubblicando il 3 maggio 2005 l'album From Under the Cork Tree, che debuttò su Billboard 200 alla posizione numero 9, vendendo oltre 68 000 copie nella prima settimana. L'album raggiunse il doppio disco di platino dopo la vendita di oltre 2,5 milioni di album solo negli Stati Uniti. All'inizio di quello stesso anno, la band è stata messa a repentaglio per via di Wentz che abusava di sedativi.
Il loro primo singolo, Sugar, We're Goin Down, raggiunse la posizione numero 8 su Billboard Hot 100, numero 6 su Pop 100, e la posizione numero 3 su Modern Rock Charts. Il video ha raggiunto la prima posizione su MTV 's TRL, e venne pensionata il 26 agosto 2005. Il video vinse un MTV2 Award agli MTV Video Music Awards del 2005, suscitando un enorme interesse e una nuova ondata di vendite. La band è stata anche nominata per il "Best New Artist" ai Grammy Awards del 2006.
Il secondo singolo estratto dall'album, Dance, Dance, divenne il loro unico singolo nella Top 10 su Billboard, quando raggiunse la posizione numero 9 su Hot 100. Ha raggiunto la posizione numero 6 su Pop 100 e la seconda posizione su Modern Rock Charts. Il video per il brano venne trasmesso in prima assoluta su Total Request Live l'11 ottobre 2005.
La band ha guidato il Nintendo Fusion Tour nell'autunno 2005, con i Motion City Soundtrack, Boys Night Out, e i Panic! at the Disco in 31 città. Dato il loro successo agli MTV Video Music Awards, il gruppo guidò il Black Clouds and Underdogs Tour, un evento pop punk insieme ai The All-American Rejects, Hawthorne Heights, e From First to Last.

### Infinity on HigheLive in Phoenix(2007-2008)
Nei primi mesi del 2007 la band pubblicò l'album di inediti Infinity on High, di nuovo per conto dell'etichetta Fueled By Ramen. L'album ha avuto successo fin dalla prima settimana, vendendo 260 000 copie e raggiungendo la posizione numero uno sulla Billboard 200. Il successo è stato spinto dal singolo This Ain't a Scene, It's an Arms Race, che ha raggiunto il numero due negli Stati Uniti e nel Regno Unito. I Fall Out Boy guidarono l'Honda Civic Tour per promuovere l'album insieme ai +44, Cobra Starship, The Academy Is....
Il 22 giugno 2007 fu registrato un concerto al Desert Sky Pavilion di Phoenix, che venne poi pubblicato il 1º aprile 2008 come album dal vivo. L'album, intitolato Live in Phoenix, contiene anche una cover di Beat It di Michael Jackson. Il brano è stato pubblicato come singolo il 25 marzo 2008.
Il 18 marzo venne rivelato che i Fall Out Boy avevano intenzione di svolgere uno show in Antartide per andare nel Guinness World Records come l'unica band a suonare un concerto in tutti e sette i continenti, in meno di nove mesi; tuttavia le condizioni meteorologiche non lo consentirono.
I Fall Out Boy hanno collaborato con il rapper T.I. su un brano intitolato Out in the Cold dell'album Paper Trail. Tuttavia, il brano è stato lasciato fuori.

### Folie à Deux(2008-2009)
Il 16 dicembre 2008, la band ha pubblicato il suo quinto album in studio, Folie à Deux. La band ha collaborato con altri artisti come Elvis Costello, Lil Wayne, Brendon Urie dei Panic! at the Disco, Gabe Saporta dei Cobra Starship, Travis McCoy dei Gym Class Heroes, Doug, Alex DeLeon dei The Cab, William Beckett dei The Academy Is..., Debbie Harry dei Blondie e Pharrell Williams.
Il 3 settembre 2008 è stato pubblicato Il singolo I Don't Care. Il titolo del disco si riferisce alla rara sindrome psichiatrica folie à deux, che letteralmente significa "follia a due", in cui un sintomo di psicosi, in particolare una paranoica convinzione viene trasmessa da un individuo all'altro.
Il loro secondo singolo in radio è America's Suitehearts, pubblicato l'8 dicembre 2008. Wentz ha affermato in un recente concerto a Sydney, in Australia, che questa canzone parla dell'amministrazione americana riferendosi a George Bush e Dick Cheney.
Il 15 gennaio 2009 la band ha annunciato che avrebbe intrapreso il Believers Never Die Part Deux Tour con i Cobra Starship, Metro Station, All Time Low e Hey Monday. Il gruppo ha anche suonato accanto a Kanye West e Kid Rock alla Youth Ball per l'inaugurazione del presidente Barack Obama.
Pete ha annunciato sul palco nelle Filippine il 13 febbraio 2009 che la band sta registrando un video sul loro attuale tour mondiale in un nuovo DVD.
Il 27 aprile 2009, un EP è stato pubblicato su iTunes, dal titolo America's Suitehearts: Remixed, Retouched, Rehabbed and Retoxed, contenente un remix della canzone del bassista Mark Hoppus dei blink-182.
Dal 24 luglio 2009 i Fall Out Boy, con i Weezer, hanno aperto i concerti dei blink-182.
Il 17 novembre 2009 è stata pubblicata una raccolta col nome di Believers Never Die: Greatest Hits, lanciato dal singolo Alpha Dog.

### La pausa (2010-2012)
Alla fine del 2009 i membri della band decidono di fare una pausa e dedicarsi ad altri progetti, annunciando però che si tratta solo di una pausa momentanea, e non dello scioglimento del gruppo. Stump inizia un progetto da solista e pubblica il suo primo album nel 2011 e Wentz fonda i Black Cards. Dopo aver fondato insieme i The Damned Things, Trohman fonda una nuova band, gli With Knives, mentre Hurley entra come batterista negli Enabler.

### Save Rock and Roll(2013-2014)

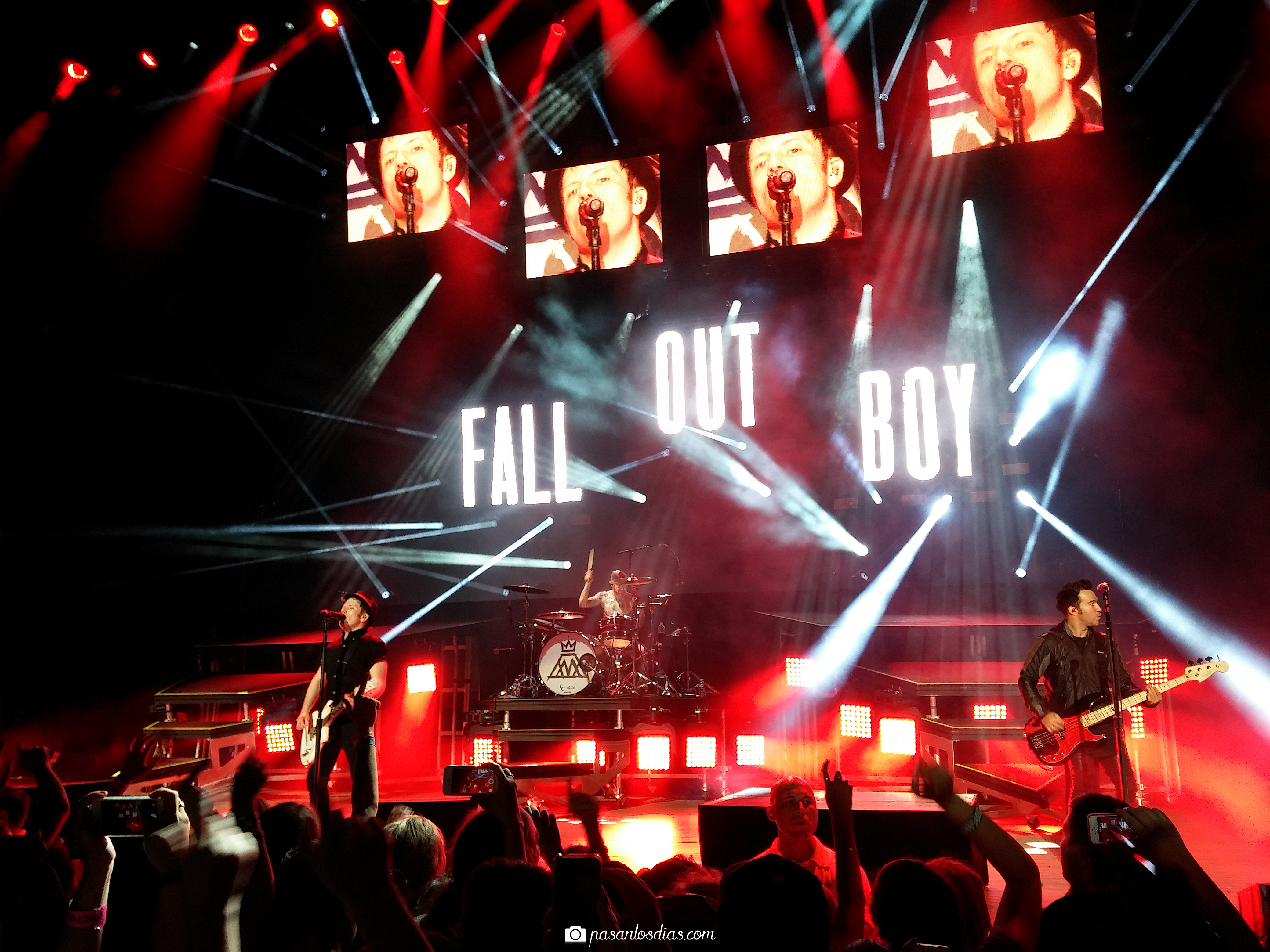
La band si esibisce durante la seconda data del Monumentour, il 21 giugno 2014

La band annuncia una ripresa dell'attività il 13 febbraio 2013 al Jimmy Kimmel Show e la pubblicazione di un nuovo album, Save Rock and Roll, il 6 maggio 2013, anticipato dal singolo My Songs Know What You Did in the Dark (Light Em Up). L'album debutta al primo posto delle classifiche statunitensi, diventando il primo album della band a raggiungere tale risultato
Il 30 settembre viene annunciata l'uscita dell'EP PAX AM Days, prevista per il 15 ottobre, anche se dall'8 ottobre viene reso disponibile l'ascolto in streaming dell'EP..
Nell'estate 2014 il gruppo partecipa insieme ai Paramore al Monumentour, con date in tutti gli Stati Uniti.

### American Beauty/American Psycho(2015)
Il 2 giugno 2014 Wentz dichiara che è al lavoro su dei nuovi brani con Patrick Stump. In una successiva intervista, concessa a Rock Sound, riguardo al sesto album lo stesso Wentz dichiara che per via delle esigenze familiari sia sue che di Stump l'album potrebbe vedere la luce non prima del 2015. Nello stesso periodo collaborano con il DJ statunitense Steve Aoki alla realizzazione del brano Back to Earth, inserito nell'album Neon Future I, uscito nel settembre 2014.
A inizio settembre i Fall Out Boy annunciano la pubblicazione di Centuries, il primo singolo estratto dal sesto album. Il nuovo singolo debutta l'8 settembre 2014 su BBC Radio 1. e viene ufficialmente pubblicato il giorno seguente.
Il 24 novembre successivo viene annunciato il nome del sesto album della band, American Beauty/American Psycho, pubblicato il 20 gennaio 2015.

### ManiaeLake Effect KidEP (2017-2018)
Il 27 aprile 2017 i Fall Out Boy annunciano la pubblicazione di un nuovo album prevista per il gennaio successivo, il cui titolo è quello di Mania. Il primo singolo, Young and Menace, è stato reso disponibile da quel giorno stesso.
Successivamente la band ha pubblicato 2 EP: Llamania il 23 febbraio 2018, contenente 3 demo poi scartate e lasciate incomplete, ed il 23 agosto Lake Effect Kid.

### So Much (for) Stardust(2023)
L'11 gennaio 2023 i Fall Out Boy annunciano Love from the Other Side, singolo in uscita il 18 gennaio 2023, e tratto dall'album So Much (for) Stardust, la cui uscita è invece prevista per il 24 marzo dello stesso anno.
Contemporaneamente alla pubblicazione di Love from the Other Side, Joe Throman decide di allontanarsi temporaneamente dalla band per prendersi cura della sua salute mentale; il 30 maggio annuncia il suo ritorno nella band.
Nel giugno del 2023 la cantautrice statunitense Taylor Swift annuncia le vault tracks della nuova registrazione di Speak Now, con una traccia in collaborazione con i Fall Out Boy.

## Stile musicale
Benché ampiamente considerati un gruppo pop/punk rock, i Fall Out Boy sono stati definiti anche come emo e sono citati i The Get Up Kids come una loro influenza. Pete Wentz è stato intervistato per un articolo di Alternative Press quando i The Get Up Kids si sciolsero nel 2005 e disse: "I Fall Out Boy non sarebbero una band, se non fosse per i The Get Up Kids."
I principali compositori di canzoni da Fall Out Boy sono Patrick Stump (musica) e Pete Wentz (parole), anche se tradizionalmente si dà credito a tutti i membri da band. L'album Take This to Your Grave e From Under the Cork Tree sono entrambi considerati come stili pop punk - punk rock e il seguente album, Infinity on High, svolge una vasta gamma di suoni strumentali, compresi coro e orchestra (Thnks fr th Mmrs,  You're crashing, But You're Not Wave) e una più lenta ballata al pianoforte (Golden). La band mostra segni di sperimentazione, in collaborazione con i produttori hip hop, tra cui Jay-Z, Timbaland, Kanye West e Lil Wayne, e sono anche stati influenzati dalla musica R&B. In generale, il gruppo mostra direttamente un sound pop punk, con il produttore Patrick Stump diventando oltre il loro lavoro in band, e sono anche strettamente connessi con l'hardcore punk, che è evidente nel suo uso della voce in alcune canzoni (The Carpal Tunnel of Love, I Slept with Someone in Fall Out Boy and all I got was This Stupid Song written About Me) e la sua prima apparizione nella scena musicale hardcore a Chicago. Tuttavia, una parte di stile musicale dei Fall Out Boy si basa sulle parole della band, in gran parte scritto dal bassista Pete Wentz, che utilizza sempre ironia, sarcasmo, giochi di parole e altre forme letterarie di raccontare storie.

## Formazione

### Formazione attuale
- Patrick Stump – voce, chitarra ritmica (2001-presente)
- Peter Wentz – basso, voce secondaria (2001-presente)
- Andrew Hurley – batteria, percussioni, cori (2003-presente)
- Joe Trohman – chitarra solista, cori (2001-2023; 2023-presente)

### Ex componenti
- T. J. "Racine" Kunasch – chitarra ritmica, cori (2001-2003)
- Mike Pareskuwicz – batteria, percussioni (2001-2003)

### Turnisti
- Brandon Hamm – chitarra ritmica (2001)

## Discografia

### Album in studio
- 2003 – Take This to Your Grave
- 2005 – From Under the Cork Tree
- 2007 – Infinity on High
- 2008 – Folie à Deux
- 2013 – Save Rock and Roll
- 2015 – American Beauty/American Psycho
- 2018 – Mania
- 2023 – So Much (for) Stardust

### Album dal vivo
- 2008 – Live in Phoenix
- 2013 – Live in Tokyo

### Raccolte
- 2009 – Believers Never Die: Greatest Hits
- 2012 – Icon
- 2019 – Believers Never Die: Greatest Hits Volume 2
- 2024 - Best Friend feat Juice Wrld

### Remix
- 2015 – Make America Psycho Again

### EP
- 2002 – Project Rocket/Fall Out Boy (con Project Rocket)
- 2003 – Fall Out Boy's Evening Out with Your Girlfriend
- 2004 – My Heart Will Always Be the B-Side to My Tongue
- 2007 – Leaked in London
- 2013 – PAX AM Days
- 2018 – Llamania
- 2018 – Lake Effect Kid